# Себастијан Шертлин
Себастијан Шертлин (Шорндорф, 12. фебруар 1496 — Буртенбах, 18. новембар 1577) био је командант немачких ландскнехта.
Борио се у војсци Швапског савеза против Улриха Виртембершког 1519. године и побуњених сељака у немачком сељачком рату 1524-1525. Касније је ступио у службу немачког цара Карла V и био командант царске пешадије. У шмалкалдском рату 1544. године био је на челу снага горњонемачких протестантских градова у борби против царске војске. Од 1548. до 1553. године налазио се у француској служби. 